# Río del Abra
El río del Abra es un curso de agua de Filipinas. Con un área de drenaje estimada en 5125 kilómetros y una longitud de 178 kilómetros desde su nacimiento en las inmediaciones del monte Data, configura la séptima red de drenaje más grande de las islas.

## Curso
El río, que discurre por las provincias de Abra, Ilocos Sur y Benguet, tiene su origen al sur del monte Data. Habiendo recibido el agua de diferentes afluentes, se separa en tres brazos, y los tres acaban desaguando en el mar. Aparece descrito en el primer volumen del Diccionario geográfico, estadístico, histórico de las Islas Filipinas (1850) de Manuel Buzeta Núñez y Felipe Bravo con las siguientes palabras:

ABRA. r. de la isla de Luzon denominante de la prov. de su nombre. Nace en la encumbrada cordillera de los Caraballos occidentales, que, desprendiéndose de la Central, en los 124° 34' long, y los 16° 47' lat., corre á formar la punta de Namagpacan en la costa O. de la isla. El nacimiento ú origen de este r. puede fijarse en los 124° 30' long, y los 16° 46' lat., que es lo mas elevado de la montaña; de donde se precipita al N. con poco caudal, que van luego acrecentando numerosos afluentes. En los 16° 55' 30" recibe por la derecha un afluente de casi su propio curso. En los 17° se pronuncia de un modo considerable la inclinacion al N. O., que toma luego de su nacimiento. En los 17° 4' 34" recibe por la izquierda otro tambien notable, y otro mayor por la misma parte 15' mas abajo, siguiendo su direccion al N. O.: alli vuelve hácia el N.: recibe luego por la derecha el r. Yemin, y sigue en la misma direccion hasta los 17° 30' lat., en que, describiendo una curva, vuelve su direccion al S., hasta los 17° 27' lat. en que se inclina al S. O., y saliendo de la prov. del Abra, á que da nombre, recorriéndola desde su origen, entra en la de Ilocos-Sur.: en ella se divide en tres brazos de los cuales el principal pasa por Sta. Catalina y los otros corren próximos á Vigan, Bantay, San Vicente, etc.; los tres desaguan en el mar por las barras de Butao, Nioig, y Dile. Los tres brazon son tambien vegables, y la mayor parte del r., hasta que lo impiden el desnivel del albco; pero á pesar de los óbstaculos que lo obstruyen, se presta á las ligeras embarcaciones indias. Forma una cuenca considerable, y él y sus afluentes fertilizan valles muy amenos: los pueblos mas importantes que lo aprovechan, hallándose á sus orillas, son: Vigan, cap. de la prov. de Ilocos-Sur, Cauayan, Santa (en la misma prov.), Banguet y Tayum en la de su nombre. Los Buriks ocupan su nacimiento.
(Buzeta y Bravo, 1850, pp. 267-268)